# 佐保信号場
佐保信号場（さほしんごうじょう）は、奈良県奈良市法華寺町にある、西日本旅客鉄道（JR西日本）関西本線（大和路線）の信号場である。

## 概要
平城山駅より奈良駅方向に0.9kmにある複線分岐型信号場で、吹田総合車両所奈良支所へ入出区する回送列車のために設置されている。佐保信号場のうち、出区線1線と入出区線1線を佐保信、本線上の分岐点および中線1線を佐保中として、奈良支所から奈良方面に出区する列車以外は、佐保中の時刻が記載されている。
上りには佐保中の出発信号機があるが、下りは佐保中の場内信号機のみで出発信号機がなく、第4閉塞信号機が出発相当の信号機である。奈良方からは進行方向を変えずにそのまま入出区できるが、平城山方からは佐保中に入線して折り返して入出区する。
かつては奈良方からしか入出庫ができなかったが、奈良駅高架化工事の開始の際に佐保中の中線の分岐器2器を新設し、木津方からの入出庫も可能な構造となった。

## 歴史
- 1984年（昭和59年）8月31日：開設[1]。

## 周辺
西側を並走する、奈良バイパス（国道24号）沿いにある。両側とも林となっているが、西側には民家が点在する。

## 隣の施設
西日本旅客鉄道（JR西日本）
 大和路線（関西本線）（学研都市線直通電車含む）
平城山駅 (JR-Q37) - 佐保信号場 - 奈良駅 (JR-Q36)
 奈良線（木津駅までは関西本線）
平城山駅 (JR-D20) - 佐保信号場 - 奈良駅 (JR-D21)